# Östlicher Weißbrauengibbon
Der Östliche Weißbrauengibbon oder Östliche Hulock (Hoolock leuconedys) ist eine schwanzlose Affenart, die in Myanmar östlich des Chindwin, im Osten des indischen Bundesstaates Arunachal Pradesh (Distrikte Dibang Valley und Lohit) und im Nordwesten der chinesischen Provinz Yunnan vorkommt. Westlich des Chindwins lebt der nah verwandte Westliche Weißbrauengibbon (H. hoolock).

## Merkmale
Wie bei allen Gibbons sind die vorderen Gliedmaßen wesentlich länger als die hinteren. Dies ermöglicht ihnen die im Tierreich einmalige Fortbewegungsform des Schwinghangelns (Brachiation). Ihr Daumen wurzelt nahe dem Handgelenk und ermöglicht so einen sicheren Griff um die Äste. Östliche Weißbrauengibbons können ein Gewicht von 6 bis 9 kg erreichen. Wie die Schopfgibbons zeigen auch die Weißbrauengibbons einen ausgeprägten Geschlechtsdimorphismus. Die Männchen sind schwarz und besitzen weiße Augenbrauen. Sie sind beim Östlichen Weißbrauengibbon aber getrennt, beim Westlichen Weißbrauengibbon sind sie mehr oder weniger stark zusammengewachsen. Die Brust ist heller als beim Westlichen Weißbrauengibbon und schimmert etwas silbrig. Das Haar unterhalb der Augen und am Kinn ist weiß. Weibchen haben ein gelbliches bis sandfarbenes Fell, der Bauch ist dunkelbraun, die Kopfoberseite und das Gesicht sind fast völlig weiß. Hände und Füße können heller sein als der übrige Körper. Beim Weibchen des Westlichen Weißbrauengibbon ist das Fell leicht kupferfarben, der Bauch heller und das dunkle Gesicht nur von einem Ring weißer Haare umgeben.

## Lebensweise
Der Östliche Weißbrauengibbon lebt auf hohen Bäumen in geschlossenen, immergrünen Laubwäldern, aber auch in Wäldern, in denen Kiefern einen großen Teil des Baumbestandes ausmachen. In Myanmar wurden sie bis in Höhen von etwa 2300 Metern beobachtet, in China bis in Höhen von 2600 Metern und in Indien bis 1865 Metern. Die Fortpflanzung und sonstige Verhaltensweisen sind bisher nicht näher erforscht worden. Wie alle Gibbons ernähren sie sich vor allem von reifen Früchten, außerdem von Blättern, Trieben und Blattstielen. Die Weibchen werden mit sieben Jahren geschlechtsreif.

## Bedrohung
Der Östliche Weißbrauengibbon wird von der IUCN als „gefährdet“ (Vulnerable) klassifiziert. Er ist in Myanmar, China und Indien geschützt. Die Zerstörung des Lebensraumes und die Jagd, vor allem in den nördlichen Regionen an der chinesischen Grenze, sind die Gefahren für die Population in Myanmar. Seit 1984 sind 56 Orte in Myanmar bekannt, in denen die Gibbons vorkommen. In China dagegen leben nur noch 50 bis 300 Exemplare in drei Bezirken in 17 Subpopulationen, die größte besteht nur aus fünf Gruppen. Die Population im Gaoligongshan-Naturschutzgebiet in China erscheint relativ sicher, obwohl sie sehr klein und deshalb sehr gefährdet ist. Die chinesischen Subpopulationen nehmen immer mehr ab. An neun Orten ist der Östliche Weißbrauengibbon schon ausgestorben und fünf Subpopulationen, die aus nur einer einzelnen Gruppe bestehen, sind ebenfalls dem drohenden Untergang geweiht. Lokale Aussterben werden durch Rodungen, Jagd und Landwirtschaft verursacht. Die Jagd war in der Vergangenheit sehr intensiv, aber in einigen Regionen wurde die Art nie gejagt, obwohl die Bevölkerung dort andere Affenarten erbeutet. Die Population in Indien ist auf ein kleines Gebiet im Nordosten beschränkt. Hier kommen 3000 Individuen vor. Die Anzahl nimmt jedoch wegen der Jagd und der Brandrodung für die Landwirtschaft ab. Die bedeutendste Population ist in Myanmar mit 290.000–370.000 Exemplaren, die auf einer Fläche von 42.500 km2 leben. Insgesamt kommt der Östliche Weißbrauengibbon in mindestens acht geschützten Gebieten vor.